# Vindula bosnikensis
Vindula bosnikensis är en fjärilsart som beskrevs av James John Joicey och Alfred Noakes 1915. Vindula bosnikensis ingår i släktet Vindula och familjen praktfjärilar. Inga underarter finns listade i Catalogue of Life.